# A Casa Elétrica
A Casa Elétrica é uma coprodução Brasil e Argentina de 2012, com direção e roteiro de Gustavo Fogaça.
O filme retrata os empreendimentos dos irmãos Leonetti, em especial Saverio Leonetti, que fundaram no Brasil do início do século XX uma industria de discos e gramofones e uma gravadora chamada A Eléctrica.
Lançado em 2012, participou do Festival do Rio deste ano, sendo selecionado para a Premiére Latina. Também participou do Festival de Cinema de Gramado de 2012; Festival de Cine de Medellin Colômbia 2013; Festin Lisboa 2013, Festival de Cine Oberá Argentina 2013, entre outros.  No "Festival CineMúsica de Conservatória" (RJ) de 2013, ganhou o prêmio Dellart Cine Rivaton pelo trabalho de André Sittoni (desenho de som), Sérgio Rojas (trilha original) e Gustavo Fogaça (direção musical). Em 2014, foi lançado no circuito comercial de cinemas.

## Elenco
- Nicola Siri ... Saverio Leonetti
- André Di Mauro ... Carlos Leonetti
- Jean Pierre Noher ... Alfredo Améndola
- Morgana Kretzmann ...Olga
- Carmela Paglioli ... Ana Beatriz de Guimarães
- Kevin Johansen ... Canaro
- Leonardo Machado
- Juan Arena ... Aquiles Leonetti
- Rafael Pimenta ... Moisés